# 월인석보 권9,10
월인석보 권9, 10(月印釋譜 卷九, 十)은 서울특별시 용산구, 국립한글박물관에 있는, 세조 5년(1459)에 편찬한 불교대장경이다. 1983년 5월 7일 대한민국의 보물 제745호로 지정되었다.

## 개요
『월인석보』는『월인천강지곡』과『석보상절』을 합하여 세조 5년(1459)에 편찬한 불교대장경이다. 석보는 석가모니불의 년보 즉 그의 일대기라는 뜻이다. 조선 세종 28년(1446) 태헌왕후 심씨가 죽자 세종은 그의 명복을 빌기 위해 아들인 수양대군(후의 세조)에게 명하여 불교서적을 참고하여 한글로 번역하여 편찬한 것이 곧『석보상절』이다. 세종 29년(1447) 세종은『석보상절』을 읽고 각각 2구절에 따라 찬가를 지었는데 이것이 곧『월인천강지곡』이다.『월인석보』는 완질이 현재 전하지 않으므로 전권의 수량은 확인할 수 없다. 
월인석보 권9,10(月印釋譜 卷九,十)은 세조 당시에 최초로 간행된 것으로, 2권 2책으로 되어 있다. 책의 크기는 가로 22.5cm, 세로 30cm정도이다. 권 9는 첫 장에서 제3장까지 없어졌고 제35, 36장은 상 ·중 ·하 3장씩 분류되어 있다. 이밖에 부분적으로 훼손된 것은 베껴서 써놓았다. 권 10은 첫 장에서 제122장까지 되어 있으나 문장이 완전히 끝나지 않아 몇 장이 떨어져나갔을 것으로 보인다. 권9의 내용은『월인천강지곡』제251장에서 제260장까지이고, 권 10은『월인천강지곡』제261장에서 제271장까지의 내용이 수록되어 있다.

## 같이 보기
- 월인석보

## 참고 자료
- 월인석보 권9,10 - 국가유산청 국가유산포털